# Шибин (Украина)
Шибин (укр. Шибин) — село в Боремельской сельской общине Дубенского района Ровненской области Украины.
До 2020 года входило в Демидовский район.
Население по переписи 2001 года составляло 61 человек. Почтовый индекс — 35210. Телефонный код — 3637. Код КОАТУУ — 5621480721.